# Baard Owe
Baard Arne Debe (Mosjøen, 3 de julio de 1936 –  Copenhague, 11 de noviembre de 2017) fue un actor noruego que participó en muchas películas y series escandinavas. Se mudó a Dinamarca en 1956, donde vivió y trabajó hasta el momento de su muerte.
Owe es mayormente conocido por su papel de Dr. Bondo en la serie Riget (El Reino), dirigida por Lars von Trier, así como también por su interpretación del joven y manipulador amante de Gertrud en la última película dirigida por Carl Theodor Dreyer, Gertrud (1964). Durante sus últimos años tuvo un regreso a su país natal, y en especial se destaca su papel protagónico en la película aclamada internacionalmente O'Horten.

## Inventor
Además de ser un actor reconocido, Owe inventó el sistema de formación de actores llamado ToDo. Para esto, Baard utilizó técnicas psicológicas, anatómicas y neurológicas que van desde el sistema Mensendik hasta el kungfú para enseñar a los actores a acceder a su fuente interna de expresión. 

## Vida privada y muerte
Own se casó con la actriz Marie-Louise Coninck, con quien tuvo tres hijos.
El 11 de noviembre de 2017 Owe murió en su casa a los 81 años de edad debido a un cáncer de pulmón.

## Filmografía
- Jetpiloter (1961)
- Gøngehøvdingen (1961)
- Den hvide hingst (1961)
- Sikken familie (1963)
- Hvis lille pige er du ? (1963)
- Gertrud (1964)
- Gys og Gæve tanter (1966)
- Krybskytterne på Næsbygård (1966)
- Søskende (1966)
- Brødrene på Uglegården (1967)
- Smukke Arne og Rosa (1967)
- Det var en lørdag aften (1968)
- Christa (1970)
- Sønnen fra Vingården (1975)
- Violer er blå (1975)
- Strømer (1976)
- Btand-Børge rykker ud (1976)
- Forræderne (1983)
- Suzanne og Leonard (1984)
- Notater om kærligheden (1989)
- Europa (1991)
- Drengene fra Sankt Petri (1991)
- Sort høst (1993)
- Riget I (1994)
- A mand i en sofá (1994)
- Portland (1996)
- Ørnens øje (1997)
- Riget II (1997)
- Dykkerne (2000)
- Hotellet (2000@–2002)
- Charlie Mariposa (2002)
- Wallander - Mörkret (2005)
- Andre Omgang (2007)
- O' Horten (2007)
- Wallander - Cellisten (2009)
- Hodejegerne (2011)
- Copenhague (2014)
- Good Favour (2017)